# Kasachischer Fußballpokal 2025
Der Kasachische Fußballpokal 2025 ist die 33. Austragung des Pokalwettbewerbs im Fußball in Kasachstan. Titelverteidiger ist der FK Aqtöbe.

## Modus
An der Vorrunde nahmen die elf Zweitligisten und fünf Drittligisten teil. Die 14 Erstligisten und die zwei Sieger der Vorrunde erreichten das Achtelfinale.

## Teilnehmende Mannschaften
| Premjer-Liga alle 14 Vereine der Saison 2025 | Erste Liga 11 Vereine der Saison 2025 | Zweite Liga 5 Vereine der Saison 2025                              |
| FK Aqtöbe (TV) FK Astana FK Atyrau Jelimai Semei Ordabassy Schymkent Oqschetpes Kökschetau Qaisar Qysylorda FK Qairat Almaty FK Qysyl-Schar SK FK Schenys Schetissu Taldyqorghan Tobyl Qostanai FK Turan Ulytau Schesqasghan | FK AKAS Almaty FK Altai VKO FK Ekibastus Ertis Pawlodar SD Family Astana Kaspij Aqtau FK Khan-Tengri Schachtjor Qaraghandy FK Schetissai FK Taras FK Türkistan | Akademija Ontustik Arys FK FK Machtaaral Schas Kyran Talas Karatau |

## Vorrunde

### 1. Runde
| Datum      |                | Ergebnis              |                       |
| ---------- | -------------- | --------------------- | --------------------- |
| 15.03.2025 | FK Taras       | 0:0 n. V. (2:4 i. E.) | Talas Karatau         |
| 15.03.2025 | FK Khan-Tengri | 1:1 n. V. (5:4 i. E.) | Arys FK               |
| 15.03.2025 | FK Altai VKO   | 0:0 n. V. (4:2 i. E.) | FK Schetissai         |
| 15.03.2025 | FK Ekibastus   | 3:2                   | FK Machtaaral         |
| 16.03.2025 | Schas Kyran    | 0:1                   | FK AKAS Almaty        |
| 16.03.2025 | Kaspij Aqtau   | 2:2 n. V. (4:2 i. E.) | Akademija Ontustik    |
| 16.03.2025 | Ertis Pawlodar | 1:1 n. V. (4:3 i. E.) | Schachtjor Qaraghandy |
| 16.03.2025 | FK Türkistan   | 0:5                   | SD Family Astana      |

### 2. Runde
| Datum      |                | Ergebnis              |                  |
| ---------- | -------------- | --------------------- | ---------------- |
| 18.03.2025 | Talas Karatau  | 0:2                   | FK Khan-Tengri   |
| 18.03.2025 | FK Altai VKO   | 0:1                   | FK Ekibastus     |
| 19.03.2025 | Kaspij Aqtau   | 0:0 n. V. (4:2 i. E.) | FK AKAS Almaty   |
| 19.03.2025 | Ertis Pawlodar | 2:1                   | SD Family Astana |

### 3. Runde
| Datum      |                | Ergebnis              |                |
| ---------- | -------------- | --------------------- | -------------- |
| 22.03.2025 | FK Khan-Tengri | 1:1 n. V. (4:2 i. E.) | FK Ekibastus   |
| 23.03.2025 | Kaspij Aqtau   | 3:0                   | Ertis Pawlodar |

## Achtelfinale
| Datum      |                       | Ergebnis              |                        |
| ---------- | --------------------- | --------------------- | ---------------------- |
| 12.04.2025 | Ulytau Schesqasghan   | 0:3                   | Jelimai Semei          |
| 12.04.2025 | FK Qysyl-Schar SK     | 1:0                   | Qaisar Qysylorda       |
| 12.04.2025 | FK Qairat Almaty      | 3:0                   | Kaspij Aqtau           |
| 12.04.2025 | FK Turan              | 2:0                   | FK Atyrau              |
| 13.04.2025 | Oqschetpes Kökschetau | 1:1 n. V. (7:8 i. E.) | FK Astana              |
| 13.04.2025 | FK Khan-Tengri        | 0:2                   | Ordabassy Schymkent    |
| 13.04.2025 | FK Schenys            | 1:0                   | FK Aqtöbe              |
| 13.04.2025 | Tobyl Qostanai        | 1:0 n. V.             | Schetissu Taldyqorghan |

## Viertelfinale
| Datum      |                     | Ergebnis              |                  |
| ---------- | ------------------- | --------------------- | ---------------- |
| 14.05.2025 | FK Qysyl-Schar SK   | 0:0 n. V. (3:1 i. E.) | Jelimai Semei    |
| 14.05.2025 | Ordabassy Schymkent | 1:0                   | FK Qairat Almaty |
| 14.05.2025 | FK Turan            | 0:2                   | Tobyl Qostanai   |
| 14.05.2025 | FK Schenys          | 1:1 n. V. (4:3 i. E.) | FK Astana        |

## Halbfinale
| Datum             |                   | Gesamt |                     | Hinspiel | Rückspiel |
| ----------------- | ----------------- | ------ | ------------------- | -------- | --------- |
| 25.06./30.08.2025 | FK Qysyl-Schar SK | -:-    | Ordabassy Schymkent | 0:0      | -:-       |
| 25.06./30.08.2025 | Tobyl Qostanai    | -:-    | FK Schenys          | 2:1      | -:-       |